# Forsbacka Wärdshus
Forsbacka Wärdshus är en restaurang och ett hotell i Forsbacka med anor från 1700-talet. Det var ursprungligen en tjänstemannamäss för Jernbruket i Forsbacka och har ett verifierat utskänkningstillstånd från 1782.
Forsbacka Wärdshus byggdes ut och om 1919, då restaurang och övernattningsrum anlades i de tidigare flyglarna som varit arbetarbostäder 
, och värdshuset  drevs i Forsbacka Jernverks regi till 1967.
Då anställdes en krögare som öppnade även för allmänheten. 1984 sålde bruket Wärdshuset till krögare Bengt Palmborg. Idag drivs Wärdshuset av Johan Palmborg.
Scenerna för balen samt mötet med sotaren på balkongen i filmatiseringen av Astrid Lindgrens böcker om Madicken är inspelade på Forsbacka Wärdshus

## Bakgrund
Ett värdshus anlades vid brukets grindstuga, där utskänkningstillstånd beviljades 1782. 
Brukets dåvarande ägare Johan Magnus af Nordin upprättade ett avtal mellan sig själv som bruks- & wärdshusägare, sin vän landshövdingen samt kronobränneriet i Strömsbro, vilket Nordin också ägde.
Flyglarna uppfördes i mitten på 1800-talet. De användes som tjänstemannabostäder och bryggeri.
Huvudbyggnaden, från början tjänstemannamäss, uppfördes 1919 efter ritningar av arkitekten Cyrillus Johansson.
Det välvda taket i stora matsalen är värt ett besök för sin rika utsmyckning.
Målningar gjorda av Carl Zellman.

## Fotnot
1. ↑  ”Forsbacka erbjuder julbord” (på svenska). Företagsbladet. 22 oktober 2019. https://foretagsbladet.se/articles/view/forsbacka-erbjuder-julbord-och-firar-100-ar. Läst 1 januari 2025.
2. ↑  ”Värdshuset i Forsbacka i nya händer”. Fagersta Forum 1. 1967.
3. ↑  http://inspelningsplatser.se/filmer/madicken/
4. ↑  ”Historik”